# Círculo de Solf

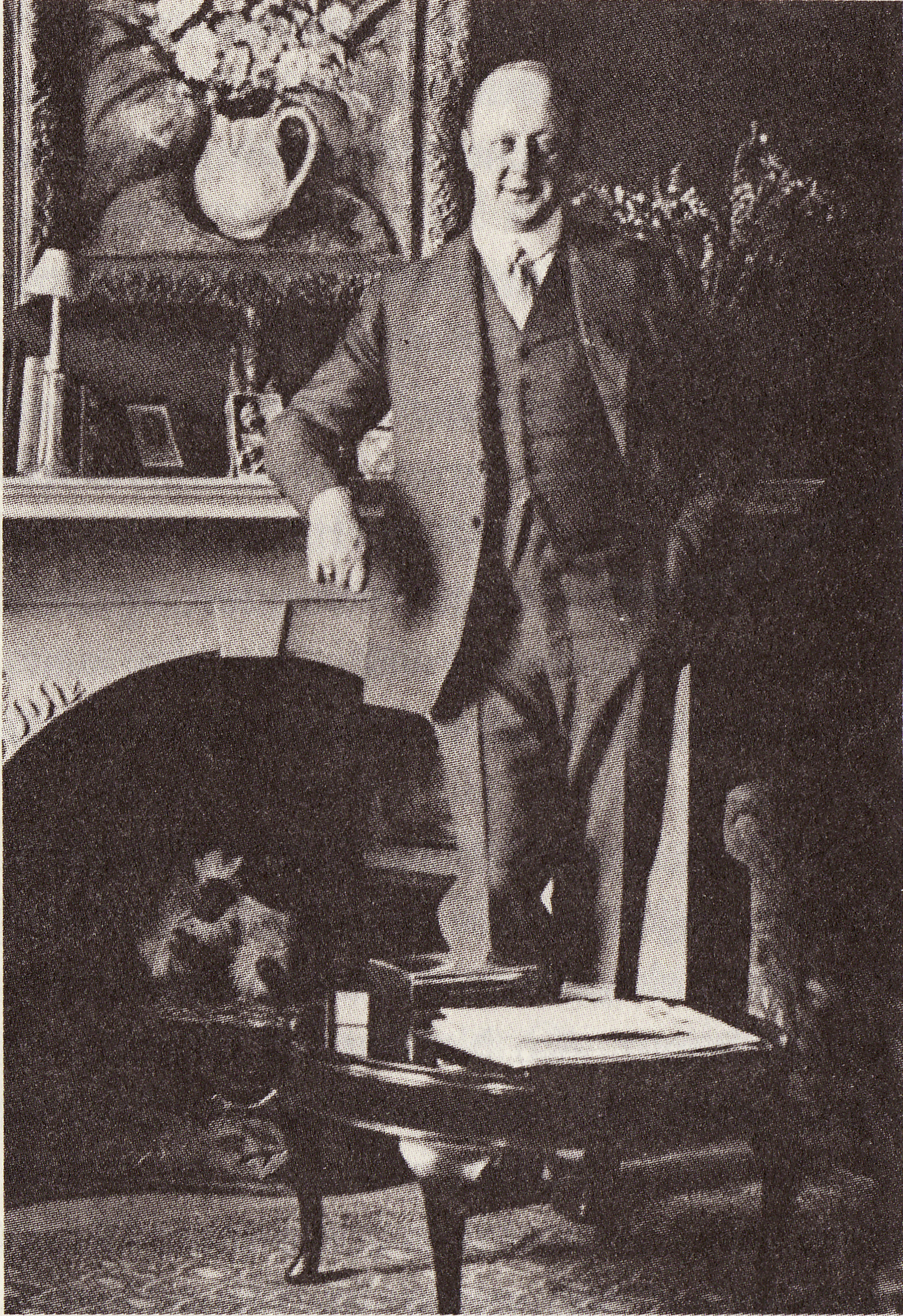
Albrecht Graf von Bernstorff

El círculo de Solf (en alemán Solf-Kreis) fue un grupo intelectual de resistencia antinazi fundado por Hanna Solf en Berlín en el preámbulo de la Segunda Guerra Mundial, la mayoría de cuyos miembros pertenecía a la nobleza alemana y a la alta burguesía.
El círculo fue delatado por Paul Reckzeh, un agente nazi de la Gestapo infiltrado por su condición de médico. La mayoría de sus miembros fueron detenidos en casa de uno de ellos, luego juzgados por Roland Freisler en una farsa judicial y finalmente ejecutados. 
Hanna Solf logró sobrevivir al cautiverio y tortura.

## Miembros del Solf-Kreis
- Hanna Solf
- Lagi von Ballestrem
- Elisabeth von Thadden
- Arthur Zarden
- Maria Gräfin von Maltzan
- Otto Kiep
- Isa Vermehren
- Marie-Louise Sarre
- Elisabeth Ruspoli di Poggio Suasa
- Ernst Ludwig Heuss
- Wilhelm Staehle
- Rudolf Pechel
- Hubert Graf von Ballestrem
- Bernhard Lichtenberg
- Ernst von Harnack
- Albrecht Graf von Bernstorff
- Adam von Trott zu Solz
- Richard Kuenzer
- Kurt von Hammerstein-Equord
- Nikolaus Christoph von Halem
- Herbert Mumm von Schwarzenstein
- Karl Ludwig Freiherr von und zu Guttenberg
- Hilger van Scherpenberg
- Friedrich Erxleben

## Literatura
- Martha Schad: Frauen gegen Hitler. Schicksale im Nationalsozialismus. München 2002, S. 169–200, ISBN 3-453-86138-8.